# 蓝昌法
蓝昌法（1915年—1984年），广西都安人，中华人民共和国政治人物。
任中央人民政府民族事务委员会委员、都安瑶族自治县县长。1954年，当选第一届全国人民代表大会代表。